# Hyaloteuthis pelagica
Hyaloteuthis pelagica är en bläckfiskart som först beskrevs av Bosc 1802.  Hyaloteuthis pelagica ingår i släktet Hyaloteuthis och familjen Ommastrephidae. Inga underarter finns listade i Catalogue of Life.